# Tamanhos
Tamanhos is een plaats (freguesia) in de Portugese gemeente Trancoso en telt 323 inwoners (2001).